# Clanga
Genre
Clanga est un genre de rapaces de la famille des Accipitridae (sous-famille des Aquilinae).

## Liste des espèces
D'après la classification de référence (version 14.1, 2024) de l'Union internationale des ornithologues, il y a 3 espèces du genre Elanus (ordre philogénique) :
- Clanga hastata (Lesson, RP, 1831) – Aigle lancéolé ;
- Clanga pomarina (Brehm, CL, 1831) – Aigle pomarin ;
- Clanga clanga (Pallas, 1811) – Aigle criard.